# Eddie Arcaro

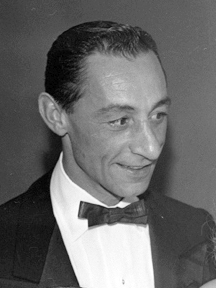
Eddie Arcaro 1957

Eddie Arcaro (vollständiger Name George Edward Arcaro; * 19. Februar 1916 in Cincinnati, Ohio; † 14. November 1997) war ein US-amerikanischer Jockey, der als einziger die amerikanische Triple Crown zweimal gewann: 1941 auf Whirlaway, 1948 auf Citation.
Arcaro gewann mit 16 Jahren sein erstes Rennen 1932 im Hipódromo de Agua Caliente in Tijuana, Mexiko.
1938 gewann er sein erstes von fünf (Rekord, gemeinsam mit Bill Hartack) Kentucky Derbys auf Lawrin. Die Preakness Stakes und die Belmont Stakes gewann er je sechsmal (Rekord). Achtmal siegte er beim Suburban Handicap, neunmal beim Wood Memorial Stakes und zehnmal beim Jockey Club Gold Cup. Außerdem errang er 1953 die kanadische Queen’s Plate in Toronto und siegte beim stark besetzten Washington, D.C. International 1954. Bei 4.779 Siegen gewann er $30.039.543.
1953 wurde ihm der George Woolf Memorial Jockey Award verliehen, 1958 zog er ein ins National Museum of Racing and Hall of Fame in Saratoga Springs, New York.